# Rigoberto Urán
Rigoberto Urán Urán (født 26. januar 1987 i Urrao) er en colombiansk tidligere professionel landevejsrytter, der senest kørte for EF Education-EasyPost. Han er søn af tidligere cykelrytter, Heriberto Urán.
Rigoberto opvoksede i byen Urrao, ca. 170 km fra Medellín. Hans far blev dræbt, da Rigoberto var 14-år gammel, og Rigoberto blev dermed den primære forsørger i hans familie med mor og lillesøster. Han blev foreslået at forsøge at cykle, ligesom sin far, og af mangel på bedre muligheder valgte Rigoberto at gøre forsøget. Han lånte en cykel af sin onkel og deltog i et lokalt enkeltstartsløb. Rigoberto havde ingen anelse om, hvordan reglerne var i enkeltstart, andet end at han bare skulle køre så hurtigt, som muligt. Rigoberto vandt utroligt nok enkeltstarten uden andet udstyr end den lånte cykel. Herfra fik han en stigende interesse for cykelsporten, og allerede som 16-årig fik han en lønnet kontakt. Kontrakten blev underskrevet af hans mor, da han endnu ikke var myndig.
Efter 3 år, i 2006, stod det italienske hold, Tenax, klar med en professionel kontrakt til det dengang 19-årige talent. Rigoberto takkede ja og flyttede til Italien. Efter et år hos Tenax skiftede han til Unibet.com. Under Tyskland Rundt i 2007 kom Rigoberto ud for et forfærdeligt styrt, hvor han på nedkørslen fra Riedbergpass kørte ud over vejen og ind i en klippesten. Han slap dog med brud på arme og håndled

## Meritter
2007
9. plads samlet, Tour de Suisse
1. plads, 8. etape
2b. etape, Euskal Bizikleta
2008
2. plads samlet, Catalonien Rundt
3. plads, Lombardiet Rundt
2011
Cyklet i Maillot blanc  fra etape 14–17, Tour de France
2012
4. etape, Catalonien Rundt
Ungdomstrøjen, Giro d'Italia
Sølv, landevejsløbet under Sommer-OL 2012
1. plads Gran Piemonte
2013
2. plads samlet, Giro d'Italia
10. etape
2014
12. etape, Giro d'Italia
2015
1. plads, Grand Prix Cycliste de Québec
2017
9. etape, Tour de France